# Juf Braaksel en de geniale ontsnapping (film)
Juf Braaksel en de geniale ontsnapping is een Nederlandse familiefilm uit 2024 geregisseerd door Aram van de Rest. De film is een vervolg op Juf Braaksel en de magische ring en gebaseerd op het boek Juf Braaksel en de geniale ontsnapping.

## Verhaal
Juf Braaksel ziet op het nieuws dat 2 criminelen ontsnapt zijn. Zij kent hen, mede door haar zaten zij in de gevangenis. Samen met de niet ontsnapte Frits (die de broer van Fred uit de eerste film is), bedenkt ze een plannetje om de criminelen weer in de gevangenis te krijgen. Ondertussen gaan Thijs en Lotte op zoek naar de echte vader van Thijs, nadat hij ontdekt heeft dat Hans niet zijn echte vader is.

## Rolverdeling
| Acteur              | Personage            | Opmerking                        |
| ------------------- | -------------------- | -------------------------------- |
| Lily Richardson     | Lotte                | hoofdrol                         |
| Flint de Man        | Thijs                | hoofdrol                         |
| Nicolette van Dam   | Juf Braaksel         | hoofdrol                         |
| Djamila             | Juf Evi              | juf van Lotte, Thijs, Mo en Fara |
| Martijn Fischer     | Frits                |                                  |
| Annick Boer         | Greta                | ontsnapte crimineel              |
| Victoria Koblenko   | Alie                 | ontsnapte crimineel              |
| Tjebbo Gerritsma    | Hans                 |                                  |
| Svenn van der Kruit | Mo                   |                                  |
| Anna Broekmaat      | Fara                 |                                  |
| Annette Barlo       | Manon                |                                  |
| Juvat Westendorp    | Meester Daan         |                                  |
| Carolina Dijkhuizen | Moeder Lotte         |                                  |
| Bart Oomen          | Gerben               |                                  |
| Floris Göbel        | Self                 |                                  |
| Tom van Kessel      | Beveiliger Mediapark |                                  |
| Bjorn Remmerswaal   | Bewaker              |                                  |
| Larissa Steward     | Receptioniste        |                                  |
| Jeroen Rienks       | Brandweerman         |                                  |
| Ditmar Marlin       | Rechercheur          |                                  |
| Jasper Taconis      | Agent                |                                  |
| Aram van de Rest    | Burgemeester         |                                  |
| Lisa Michels        | Nieuwslezeres        |                                  |

## Ontvangst
Filmtotaal geeft aan dat de film vooral gemaakt is, omdat de eerste film een kaskraker is, net als in de eerste film mist een echt plot en technisch zit de film ook slecht in elkaar. Daarom krijgt de film 1 van de 5 sterren. Het Parool is evenmin erg positief, al wordt de film minder afgekraakt. Kidsweek is daarentegen een stuk positiever. Er zit genoeg spanning in en je krijgt buikpijn van het lachen. Ze geven zelfs 4 sterren.

## Filmlocatie
De school die in de film voorkomt is de Van Dijckschool in Bilthoven.